# Унтер-лейтенант

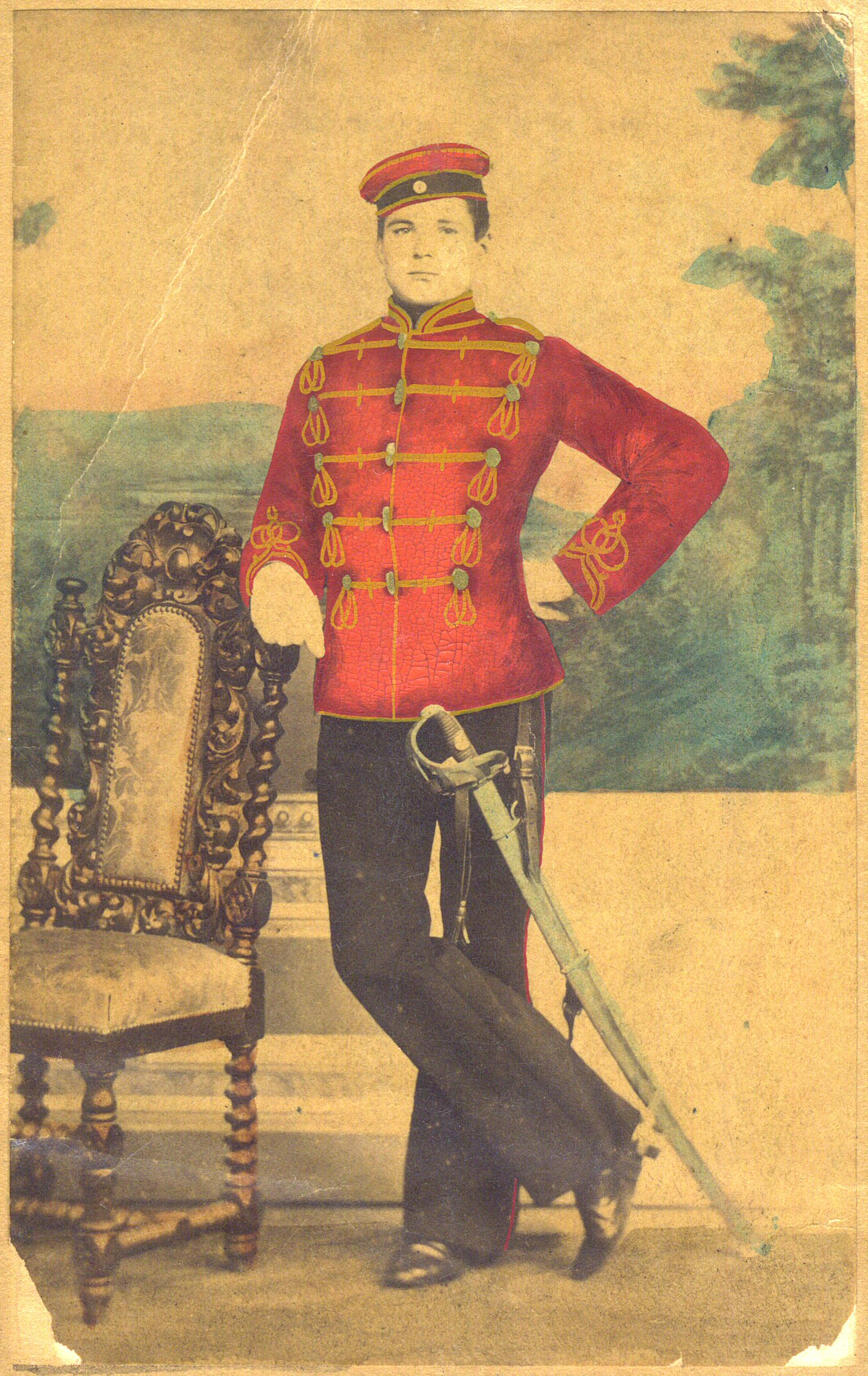
Прусский унтер-лейтенант Лейб-гвардии гусарского полка, Потсдам, 1870 год.

Унтер-лейтена́нт, иногда ундер-лейтенант (нем. Unterleutnant — подлейтенант) — чин и воинское звание в вооружённых силах (ВС) различных государств и стран мира.
В ВС России имперского периода унтерлейтенант — военно-морской чин XII класса в Табели о рангах до 1732 года, военный чин XIII класса до 1764 года. 
Артилерный ундер лейтенант на кораблях 2 ранга Русского флота отвечал за констапельские припасы (пушки, пушечные станки, ядра, гранаты, книпели, порох, насыпки, пыжевники, мерки пороховые, весы, гири, банники, картузы пороховые, клинья, тали и тому подобное). Он с помощниками проверял качество пороха, размер и вес ядер, обучал прислугу при пушках, распределял людей по пушкам. В бою управлял огнём артиллерии корабля, и имел в помощниках двух подконстапелей.
В Русской императорской армии в XIX веке заменён чином подпоручика, в Российском императорском флоте отменён в 1732 году.
В период с 1956 года по 1990 год в Вооружённых силах Германской Демократической Республики (Национальной Народной Армии Nationale Volksarmee, NVA) было войсковое звание унтерлейтенант (Unterleutnant) и корабельное унтерлейтенант цур зее (Unterleutnant zur See).

## Знаки различия
Для унтерлейтенантов и унтерлейтенантов цур зее вооруженных сил ГДР были предусмотрены погоны и нарукавная нашивка:

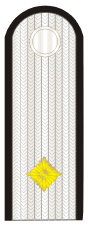
Погон унтерлейтенанта инженерных войск
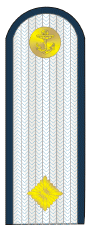
Погон унтерлейтенанта цур зее
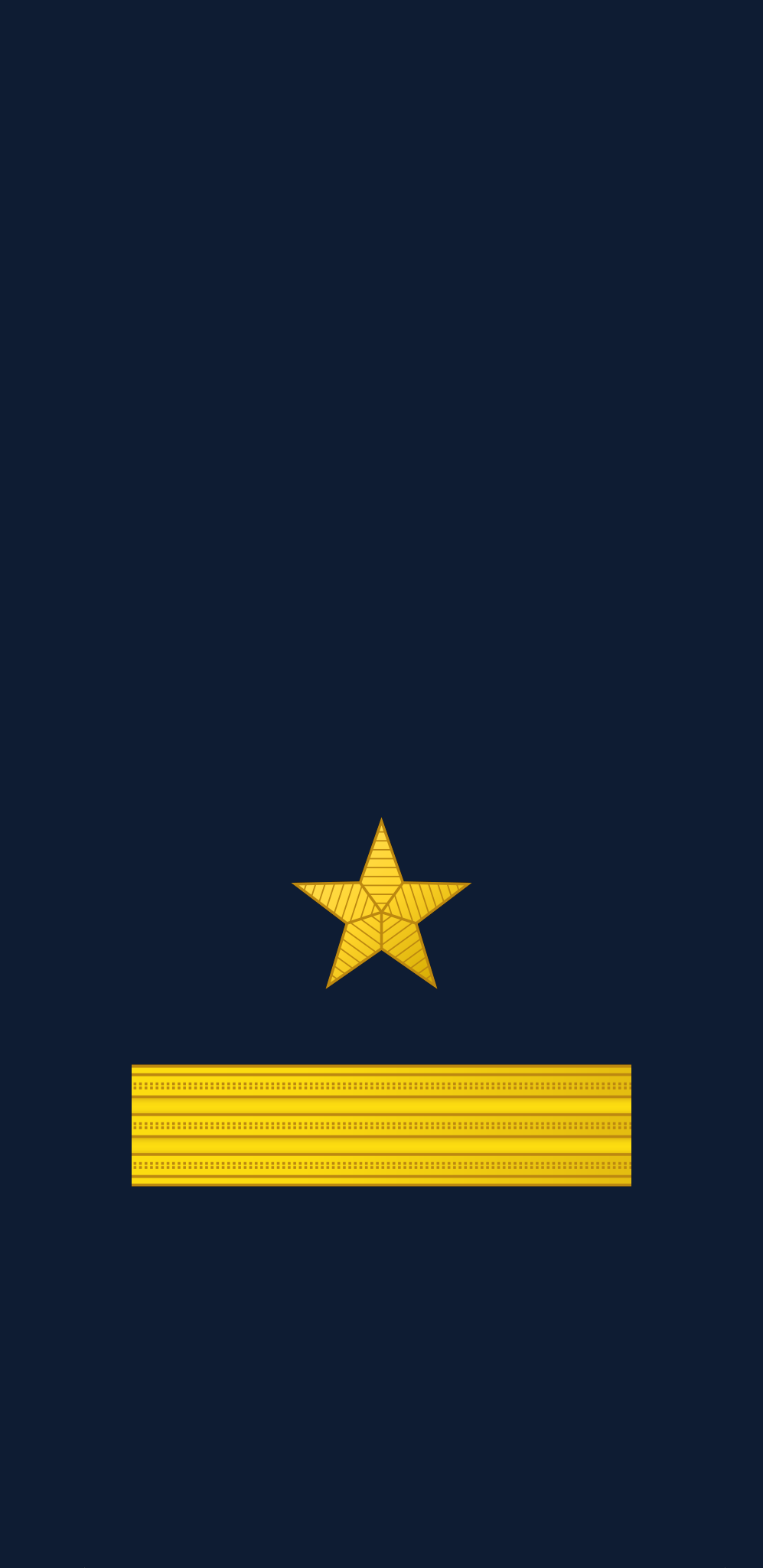
Нарукавная нашивка унтерлейтенанта цур зее